# Segona divisió espanyola de futbol 2024-2025
La Liga 2 2024–25, també coneguda com a LALIGA HYPERMOTION per motius de patrocini, és la 94a temporada de la Segona Divisió des de la seva implantació a Espanya. Va començar el 15 d'agost de 2024 i està previst que finalitzi el juny de 2025.

## Equips

### Canvis d'equip
| Promocionats des de Primera Federació                   | Descendits de Primera divisió espanyola de futbol 2023–24 | Ascendits a Primera divisió espanyola de futbol 2024–25 | Descendits a Primera Federació                   |
| ------------------------------------------------------- | --------------------------------------------------------- | ------------------------------------------------------- | ------------------------------------------------ |
| CE Castelló Deportivo de La Coruña Màlaga CF Córdoba CF | UD Almería Granada CF Cadis CF                            | Reial Valladolid CD Leganés RCD Espanyol                | SD Amorebieta AD Alcorcón FC Andorra Vila-real B |

Aquesta temporada va ser la primera des de la temporada 2006-07 sense cap equip de Catalunya, així com la primera temporada sense cap equip de la Comunitat de Madrid des de la temporada 2007-08, i sense cap equip filial des de la temporada 2020-21.

### Ascens i descens (pretemporada)
Un total de 22 equips disputaran la lliga, inclosos 15 equips de la temporada 2023–24, tres descendits de la Primera divisió espanyola de futbol 2023–24 i quatre promocionats de la Primera Federació.
Equips ascendits a la Liga
El 26 de maig de 2024, el Reial Valladolid va esdevenir el primer equip a ser ascendit matemàticament, assegurant un retorn immediat a la màxima categoria després de la victòria per 3–2 contra el Vila-real B. El segon equip que va aconseguir l'ascens va ser el CD Leganés, després de la victòria per 2-0 contra l'Elx CF el 2 de juny de 2024, tornant així després d'una absència de 4 temporades i també estar ascendit a la màxima categoria per segona vegada en la seva història. El tercer equip en ascendir va ser el RCD Espanyol, després de vèncer el Reial Oviedo a la final del play-off d'ascens, tornant després d'una temporada d'absència.
Equips descendits de la Liga
El primer equip que va baixar de la Liga va ser la UD Almeria, després de la derrota per 3-1 davant el Getafe CF el 27 d'abril de 2024, i va acabar els seus dos anys d'estada al nivell superior. El segon equip que va baixar va ser el Granada CF, després que el RCD Mallorca va vèncer per 1-0 a la UD Las Palmas, acabant així la seva estada d'un any al primer nivell. El tercer i últim equip descendit a Segona va ser el Cadis CF, després d'un empat 0-0 contra Las Palmas el 19 de maig de 2024, posant fi a la seva estada de quatre anys a la primera categoria.
Equips descendits a Primera Federació
Els tres primers descendits foren el FC Andorra, l'AD Alcorcón i el Vila-real B després de perdre els seus respectius partits el 26 de maig de 2024. L'Alcorcón va tornar a tercera divisió després d'un any. Mentre que l'Andorra i el Vila-real B van tornar a tercera divisió després de dos anys de quedar-se a segona divisió. El 2 de juny de 2024, la SD Amorebieta va esdevenir l'últim equip que va baixar a tercera divisió després d'haver estat només una temporada a segona divisió.
Equips promocionats des de la Primera Federació
El 5 de maig de 2024, el CE Castelló es va convertir en el primer equip a assolir l'ascens a la segona categoria després d'una victòria per 3-2 contra el Reial Múrcia CF, assegurant-se l'ascens directe després de tres anys. en el tercer nivell. El segon equip que va aconseguir l'ascens va ser el Deportivo de La Coruña després de la victòria contra l'FC Barcelona Atlètic el 12 de maig de 2024, posant fi a una etapa de quatre temporades a la tercera divisió. El 22 de juny de 2024, el Màlaga CF es va convertir en el tercer equip en aconseguir l'ascens a Segona Divisió, tornant després d'un any d'absència. El 23 de juny de 2024, el Córdoba CF es va convertir en l'últim equip ascendit a Segona Divisió, tornant després d'una absència de 5 anys.

### Estadis i ubicacions
| Equip                  | Lloc                   | Estadi                    | Capacitat |
| ---------------------- | ---------------------- | ------------------------- | --------- |
| Albacete Balompié      | Albacete               | Carlos Belmonte           | 17.524    |
| UD Almería             | Almeria                | Power Horse Stadium       | 15.000    |
| Burgos CF              | Burgos                 | El Plantío                | 12.194    |
| Cadis CF               | Cadis                  | Nuevo Mirandilla          | 21        |
| FC Cartagena           | Cartagena              | Cartagonova               | 15.105    |
| CE Castelló            | Castelló de la Plana   | Castalia                  | 15.500    |
| Córdoba CF             | Còrdova                | El Arcángel               | 20.989    |
| Deportivo de La Coruña | A Coruña               | Abanca-Riazor             | 32.660    |
| SD Eibar               | Eibar                  | Ipurua                    | 8.164     |
| Elx CF                 | Elx                    | Manuel Martínez Valero    | 31.388    |
| CE Eldenc              | Elda                   | Nuevo Pepico Amat         | 4         |
| Granada CF             | Granada                | Nuevo Los Cármenes        | 19.189    |
| SD Huesca              | Osca                   | El Alcoraz                | 9.100     |
| Llevant UE             | València               | Ciutat de València        | 26.354    |
| Màlaga CF              | Màlaga                 | La Rosaleda               | 30        |
| CD Mirandés            | Miranda de Ebro        | Anduva                    | 5.759     |
| Reial Oviedo           | Oviedo                 | Estadi Carlos Tartiere    | 30.500    |
| Racing de Ferrol       | Ferrol                 | A Malata                  | 12        |
| Racing de Santander    | Santander              | El Sardinero              | 22.222    |
| Sporting de Gijón      | Gijón                  | El Molinón                | 29.371    |
| CD Tenerife            | Santa Cruz de Tenerife | Heliodoro Rodríguez López | 22.824    |
| Reial Saragossa        | Saragossa              | La Romareda               | 34        |

### Personal i espònsors
| Equip               | Entrenador         | Capità            | Fabricant de l'equipació | Espònsor principal            |
| ------------------- | ------------------ | ----------------- | ------------------------ | ----------------------------- |
| Albacete            | Alberto González   | Riki              | Adidas                   | Globalcaja                    |
| Almería             | Rubi               | Lucas Robertone   | Castore                  | Cap                           |
| Burgos              | Bolo               | Raúl Navarro      | Adidas                   | Digi                          |
| Cadis               | Paco López         | Isaac Carcelén    | Macron                   | Silbö Telecom, Cádiz Turismo  |
| Cartagena           | Abelardo Fernández | Pedro Alcalá      | Macron                   | Caravaca de la Cruz           |
| Castelló            | Dick Schreuder     | Salva Ruiz        | Macron                   | Cap                           |
| Córdoba             | Iván Ania          | Carlos Marín      | Joma                     | Turismo de Córdoba            |
| Deportivo La Coruña | Imanol Idiakez     | Lucas Pérez       | Kappa                    | Estrella Galicia 0,0          |
| Eibar               | Joseba Etxeberria  | Anaitz Arbilla    | Hummel                   | Smartlog                      |
| Elx                 | Eder Sarabia       | Pedro Bigas       | Nike                     | VegaFibra                     |
| Eldenc              | Dani Ponz          | Sergio Ortuño     | Hummel                   | Finetwork                     |
| Granada             | Guille Abascal     | Carlos Neva       | Adidas                   | Saiko                         |
| Huesca              | Antonio Hidalgo    | Jorge Pulido      | Soka                     | Huesca La Magia               |
| Llevant             | Julián Calero      | José Luis Morales | Macron                   | Marcos Automoción             |
| Màlaga              | Sergio Pellicer    | Alfonso Herrero   | Hummel                   | Sabor a Málaga                |
| Mirandés            | Alessio Lisci      | Tachi             | Adidas                   | Miranda Empresas              |
| Oviedo              | Javier Calleja     | Santi Cazorla     | Adidas                   | Digi                          |
| Racing Ferrol       | Cristóbal Parralo  | Álex López        | Adidas                   | Estrella Galicia 0,0          |
| Racing Santander    | José Alberto López | Íñigo Sainz-Maza  | Austral                  | Plenitude, Cantabria Telecom  |
| Sporting Gijón      | Rubén Albés        | Nacho Méndez      | Puma                     | Siroko                        |
| Tenerife            | Pepe Mel           | Aitor Sanz        | Hummel                   | Tenerife! Despierta Emociones |
| Saragossa           | Víctor Fernández   | Cristian Álvarez  | Adidas                   | Caravan Fragancias            |

### Canvis d'entrenador
| Equip             | Entrenador sortint   | Manera de sortida        | Data de vacant   | Posició a la taula | Entrenador entrant | Data d'entrada   |
| ----------------- | -------------------- | ------------------------ | ---------------- | ------------------ | ------------------ | ---------------- |
| Llevant           | Felipe Miñambres     | Torna al rol de direcció | 2 juny 2024      | Pretemporada       | Julián Calero      | 8 juny 2024      |
| Granada           | José Ramón Sandoval  | Fi de contracte          | 30 juny 2024     | Pretemporada       | Guille Abascal     | 19 juny 2024     |
| Almería           | Pepe Mel             | Fi de contracte          | 30 juny 2024     | Pretemporada       | Rubi               | 3 juny 2024      |
| Cadis             | Mauricio Pellegrino  | Fi de contracte          | 30 juny 2024     | Pretemporada       | Paco López         | 1 juny 2024      |
| Elx               | Sebastián Beccacece  | Fi de contracte          | 30 juny 2024     | Pretemporada       | Eder Sarabia       | 24 juny 2024     |
| Tenerife          | Asier Garitano       | Fi de contracte          | 30 juny 2024     | Pretemporada       | Óscar Cano         | 3 juny 2024      |
| Cartagena         | Julián Calero        | Fi de contracte          | 30 juny 2024     | Pretemporada       | Abelardo Fernández | 6 juny 2024      |
| Sporting de Gijón | Miguel Ángel Ramírez | Fi de contracte          | 30 juny 2024     | Pretemporada       | Rubén Albés        | 22 juny 2024     |
| Eldenc            | Fernando Estévez     | Fi de contracte          | 30 juny 2024     | Pretemporada       | Dani Ponz          | 25 juny 2024     |
| Oviedo            | Luis Carrión         | Fi de contracte          | 30 juny 2024     | Pretemporada       | Javier Calleja     | 6 juliol 2024    |
| Tenerife          | Óscar Cano           | Cessat                   | 15 setembre 2024 | 22è                | Pepe Mel           | 16 setembre 2024 |

## Classificació
| Pos | Equip                  | PJ | PG | PE | PP | GF | GC | DG | Pts | Classificació o descens              |
| --- | ---------------------- | -- | -- | -- | -- | -- | -- | -- | --- | ------------------------------------ |
| 1   | Racing de Santander    | 6  | 4  | 2  | 0  | 10 | 5  | +5 | 14  | Ascens a La Liga                     |
| 2   | Reial Saragossa        | 6  | 4  | 1  | 1  | 11 | 3  | +8 | 13  | Ascens a La Liga                     |
| 3   | Burgos CF              | 6  | 4  | 1  | 1  | 9  | 5  | +4 | 13  | Classificació pels playoffs d'ascens |
| 4   | SD Huesca              | 6  | 4  | 0  | 2  | 10 | 5  | +5 | 12  | Classificació pels playoffs d'ascens |
| 5   | SD Eibar               | 6  | 3  | 3  | 0  | 9  | 6  | +3 | 12  | Classificació pels playoffs d'ascens |
| 6   | Llevant UE             | 6  | 3  | 2  | 1  | 10 | 7  | +3 | 11  | Classificació pels playoffs d'ascens |
| 7   | Màlaga CF              | 6  | 2  | 4  | 0  | 8  | 6  | +2 | 10  |                                      |
| 8   | CD Mirandés            | 6  | 2  | 3  | 1  | 4  | 2  | +2 | 9   |                                      |
| 9   | Albacete Balompié      | 6  | 3  | 0  | 3  | 8  | 7  | +1 | 9   |                                      |
| 10  | Cadis CF               | 6  | 2  | 3  | 1  | 8  | 9  | −1 | 9   |                                      |
| 11  | CE Eldenc              | 6  | 2  | 2  | 2  | 6  | 7  | −1 | 8   |                                      |
| 12  | Reial Oviedo           | 6  | 2  | 2  | 2  | 5  | 7  | −2 | 8   |                                      |
| 13  | CE Castelló            | 6  | 2  | 1  | 3  | 8  | 7  | +1 | 7   |                                      |
| 14  | Elx CF                 | 6  | 2  | 1  | 3  | 6  | 8  | −2 | 7   |                                      |
| 15  | Sporting de Gijón      | 6  | 1  | 3  | 2  | 6  | 6  | 0  | 6   |                                      |
| 16  | Granada CF             | 6  | 1  | 3  | 2  | 8  | 10 | −2 | 6   |                                      |
| 17  | UD Almería             | 6  | 1  | 3  | 2  | 8  | 11 | −3 | 6   |                                      |
| 18  | Córdoba CF             | 6  | 1  | 2  | 3  | 6  | 10 | −4 | 5   |                                      |
| 19  | Deportivo de La Coruña | 6  | 1  | 1  | 4  | 3  | 8  | −5 | 4   | Descens a la Primera Federació       |
| 20  | FC Cartagena           | 6  | 1  | 0  | 5  | 5  | 10 | −5 | 3   | Descens a la Primera Federació       |
| 21  | Racing de Ferrol       | 6  | 0  | 3  | 3  | 3  | 8  | −5 | 3   | Descens a la Primera Federació       |
| 22  | CD Tenerife            | 6  | 0  | 2  | 4  | 4  | 8  | −4 | 2   | Descens a la Primera Federació       |

## Resultats
| Casa \ Fora         | ALB | ALM | BUR | CAD | CAR | CAS | COR | DEP | EIB | ELC | ELD | GRA | HUE | LEV | MAL | MIR | OVI | RFE | RAC | SPO | TEN | ZAR |
| ------------------- | --- | --- | --- | --- | --- | --- | --- | --- | --- | --- | --- | --- | --- | --- | --- | --- | --- | --- | --- | --- | --- | --- |
| Albacete Balompié   | —   |     |     |     |     |     |     |     | 0–1 | 1–0 |     |     |     |     |     |     |     |     |     |     |     |     |
| UD Almería          |     | —   |     |     |     | 2–5 |     |     | 2–2 |     |     |     |     |     |     |     |     |     |     | 1–1 |     |     |
| Burgos CF           |     |     | —   |     | 3–1 | 0–2 |     |     |     |     |     |     |     |     |     |     |     |     |     |     |     | 1–0 |
| Cadis CF            |     |     |     | —   |     |     |     |     |     |     |     |     |     |     |     |     |     | 0–0 |     |     | 2–2 | 0–4 |
| FC Cartagena        |     |     |     | 1–2 | —   |     |     |     |     |     |     |     |     | 0–1 |     |     |     |     |     |     |     | 1–2 |
| CE Castelló         |     |     |     | 1–3 |     | —   |     |     |     |     |     |     |     |     |     |     | 0–0 |     | 0–1 |     |     |     |
| Córdoba CF          |     |     | 2–2 |     |     |     | —   | 2–0 |     |     |     |     |     |     | 0–0 |     |     |     |     |     |     |     |
| Deportivo           |     |     | 0–2 |     |     |     |     | —   |     |     |     |     |     |     |     |     | 0–1 | 1–0 |     |     |     |     |
| SD Eibar            |     |     |     |     |     | 1–0 |     |     | —   |     |     |     |     | 2–2 |     |     |     |     |     |     | 1–0 |     |
| Elx CF              |     |     |     |     |     |     | 3–1 |     |     | —   |     | 2–2 | 0–1 |     |     | 1–0 |     |     |     |     |     |     |
| CE Eldenc           |     | 1–0 |     |     | 1–2 |     |     |     |     |     | —   |     |     |     |     |     | 1–1 |     |     |     | 2–1 |     |
| Granada CF          | 1–2 |     |     |     |     |     |     | 1–1 |     |     |     | —   | 1–3 |     | 2–2 |     |     |     |     |     |     |     |
| SD Huesca           |     |     | 0–1 |     |     |     | 4–1 | 2–1 |     |     |     |     | —   |     |     |     |     |     |     |     |     | a   |
| Llevant UE          |     |     |     | 1–1 |     |     |     |     |     |     | 3–1 |     |     | —   |     |     |     |     |     |     |     |     |
| Màlaga CF           | 2–1 |     |     |     |     |     |     |     |     |     |     | a   | 1–0 |     | —   | 1–1 |     |     |     |     |     |     |
| CD Mirandés         | 2–0 |     |     |     |     |     | 1–0 |     |     |     |     |     |     |     |     | —   |     |     |     |     |     | 0–0 |
| Reial Oviedo        |     |     |     |     | 1–0 |     |     |     |     |     |     |     |     |     |     |     | —   |     | 1–3 | a   |     |     |
| Racing de Ferrol    | 1–4 |     |     |     |     |     |     |     |     |     |     | 0–1 |     |     | 2–2 | 0–0 |     | —   |     |     |     |     |
| Racing de Santander |     | 2–2 |     |     |     |     |     |     | 2–2 |     |     |     |     |     |     |     |     |     | —   | 1–0 |     |     |
| Sporting de Gijón   |     |     |     |     |     |     |     |     |     |     | 0–0 |     |     | 1–2 |     |     | 3–1 |     |     | —   |     |     |
| CD Tenerife         |     | 0–1 |     |     |     |     |     |     |     |     |     |     |     |     |     |     |     |     | 0–1 | 1–1 | —   |     |
| Reial Saragossa     |     |     |     |     |     |     |     |     |     | 3–0 |     |     | a   | 2–1 |     |     |     |     |     |     |     | —   |

## Estadístiques

### Gols
- Primer gol de la temporada:
 Miguel Rubio pel Granada CF contra l'Albacete Balompié (15 agost 2024)

### Màxims golejadors
A 23 setembre 2024
| Posició | Jugador         | Club             | Gols |
| ------- | --------------- | ---------------- | ---- |
| 1       | Andrés Martín   | Racing Santander | 5    |
| 1       | Mario Soberón   | Zaragoza         | 5    |
| 3       | Chris Ramos     | Cádiz            | 4    |
| 4       | Antoñito        | Málaga           | 3    |
| 4       | Curro Sánchez   | Burgos           | 3    |
| 4       | Nico Melamed    | Almería          | 3    |
| 4       | Antonio Puertas | Eibar            | 3    |
| 4       | Álex Sancris    | Burgos           | 3    |
| 9       | 23 players tied | 23 players tied  | 2    |

### Trofeu Zamora
A 23 setembre 2024
El Trofeu Zamora és atorgat pel diari Marca al porter amb la menor proporció de gols per partit. Un porter ha d'haver jugat almenys 28 partits de 60 minuts o més per ser elegible per al trofeu.
| Posició | Jugador        | Club             | Gols en contra | Partits | Mitjana |
| ------- | -------------- | ---------------- | -------------- | ------- | ------- |
| 1       | Raúl Fernández | Mirandés         | 2              | 6       | 0.33    |
| 2       | Gaëtan Poussin | Zaragoza         | 3              | 5       | 0.60    |
| 3       | Ander Cantero  | Burgos           | 5              | 6       | 0.83    |
| 3       | Jokin Ezkieta  | Racing Santander | 5              | 6       | 0.83    |
| 3       | Dani Jiménez   | Huesca           | 5              | 6       | 0.83    |

## Premis

### Mensual
| Mes    | Jugador del mes | Jugador del mes  | Referència |
| Mes    | Jugador         | Club             | Referència |
| ------ | --------------- | ---------------- | ---------- |
| August | Andrés Martín   | Racing Santander | [ 49 ]     |